# Yoshiaki Katoh
Yoshiaki Katoh, né le 26 août 1965 à Kyōto, est un ancien coureur de moto japonais.
Courant dans les années 1990, il a notamment fini 2e au Grand Prix moto d'Allemagne 1997 (catégorie 125 cm3).